# ساموارا
ساموارا (saṃvara) یک Tattva یا واقعیت بنیادی جهان بر اساس فلسفه جین است. به معنای توقف است
Tattva در جین اسارت انسان در جهان مادی را توضیح می‌دهد.

## بررسی اجمالی فلسفی
ساموارا اولین قدم در نابودی کارما است.
جهان اغلب به عنوان یک اقیانوس توصیف می‌شود و روح به عنوان قایق سعی در عبور از آن و رسیدن به سواحل رهایی. تا زمانی که روح از اسارت کارما رها نشده باشد، رهایی ممکن نیست.

## کنترل ذهن
ساموارا یا توقف هجوم کارما با تمرین موارد زیر حاصل می‌شود:
1. سه guptis یا سه کنترل: ذهن، گفتار و اعمال،
2. پنج samitis رفتار بی عیب و نقص.[۲]
3. ده dharmas یا کردار نیک: گذشت، فروتنی، صراحت، قناعت، راستگویی، خویشتن داری، توبه، چشم پوشی، عدم دلبستگی و خویشتن داری.[۳]
4. Anuprekshas شناخت.[۳]
5. Pariṣahajaya، انضباط.[۳]
6. Cāritra، قصد نرمش ناپذیر.[۴]